# Nasser (Stadt)
Nasser (arabisch ناصر, DMG Nāṣir; einst Busch / بوش / Būš) ist eine Stadt  in Ägypten innerhalb des Gouvernement Bani Suwaif mit ca. 123.000 Einwohnern. Die Stadt wurde nach Gamal Abdel Nasser benannt.

## Bevölkerungsentwicklung
| Zensusjahr | Einwohnerzahl |
| ---------- | ------------- |
| 1996       | 70.543        |
| 2006       | 85.319        |
| 2018       | 123.075       |